# Skadarlija

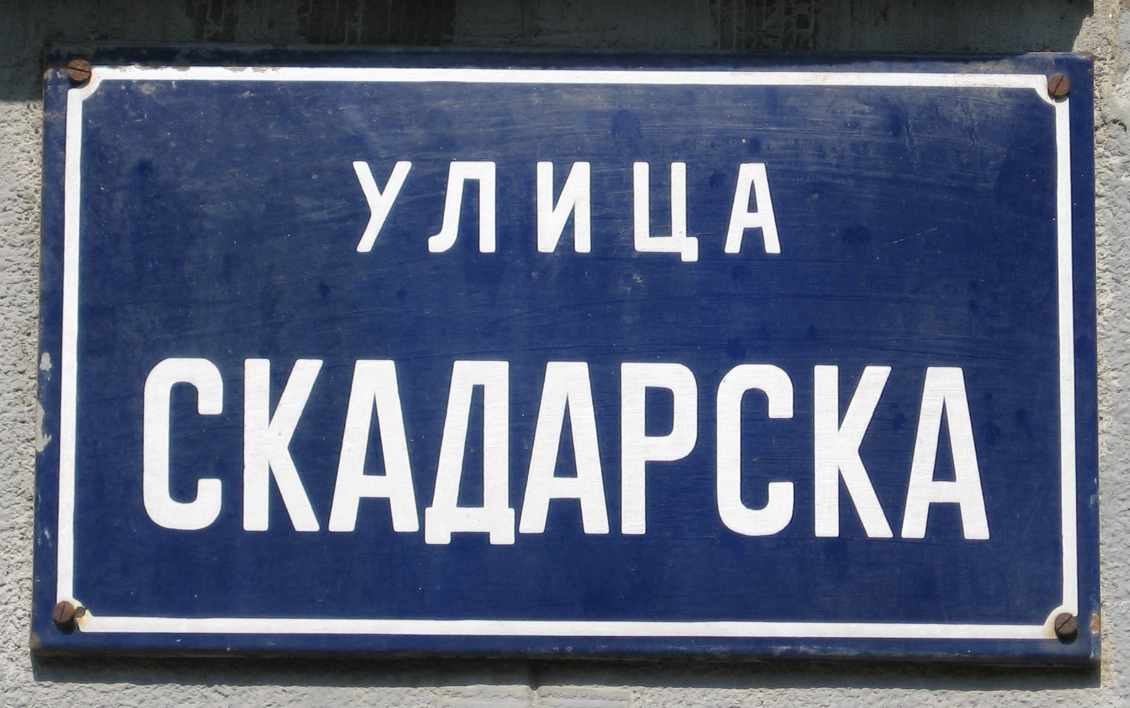
Skadarska Ulica

Skadarlija (Скадарлија) è una zona del centro storico di Belgrado, fa parte della municipalità di Stari Grad (Стари Град), ed è considerata il quartiere bohémien della capitale serba, paragonata a Montmartre di Parigi per il suo aspetto e per l'atmosfera calda ed accogliente.
È formata da una strada acciottolata (Skadarska ulica - Скадарска улица) di circa mezzo chilometro e da alcuni vicoli laterali.

## Storia
La storia di Skadarlija inizia nella metà del XIX secolo, quando alcune baracche abitate da zingari furono abbattute e sostituite da bassi edifici in mattoni in cui andarono a stabilirsi artigiani, cuochi e modesti impiegati. Fino al 1872 la zona era conosciuta come "Quartiere zigano": in quell'anno prese il nome della città albanese di Scutari (Shkodër), in Serbo Skadar, che nel Medioevo era parte dell'Impero serbo.
Il suo carattere bohémien iniziò a sorgere nel 1901, quando fu demolito il rinomato ristorante "Dardanelli". Il "Dardanelli" sorgeva nell'attuale Piazza della Repubblica (Trg Republike - Трг Републике), a pochi metri da Skadarlija, ed era meta di scrittori, attori e intellettuali: la sua scomparsa determinò l'esodo degli artisti suoi ospiti nelle numerose taverne e nei caffè di Skadarlija.
Con il passare degli anni, gran parte degli intellettuali e degli artisti, non solo serbi, ma anche internazionali, andarono a Skadarlija per riunirsi e discutere, o solo per passare ore di tranquillità.
Nel 1952 Skadarlija fu elevata a municipalità fino al 1957 quando venne inglobata in quella di Stari Grad. Attualmente, gli abitanti della zona sono circa 6.000.

## Locali

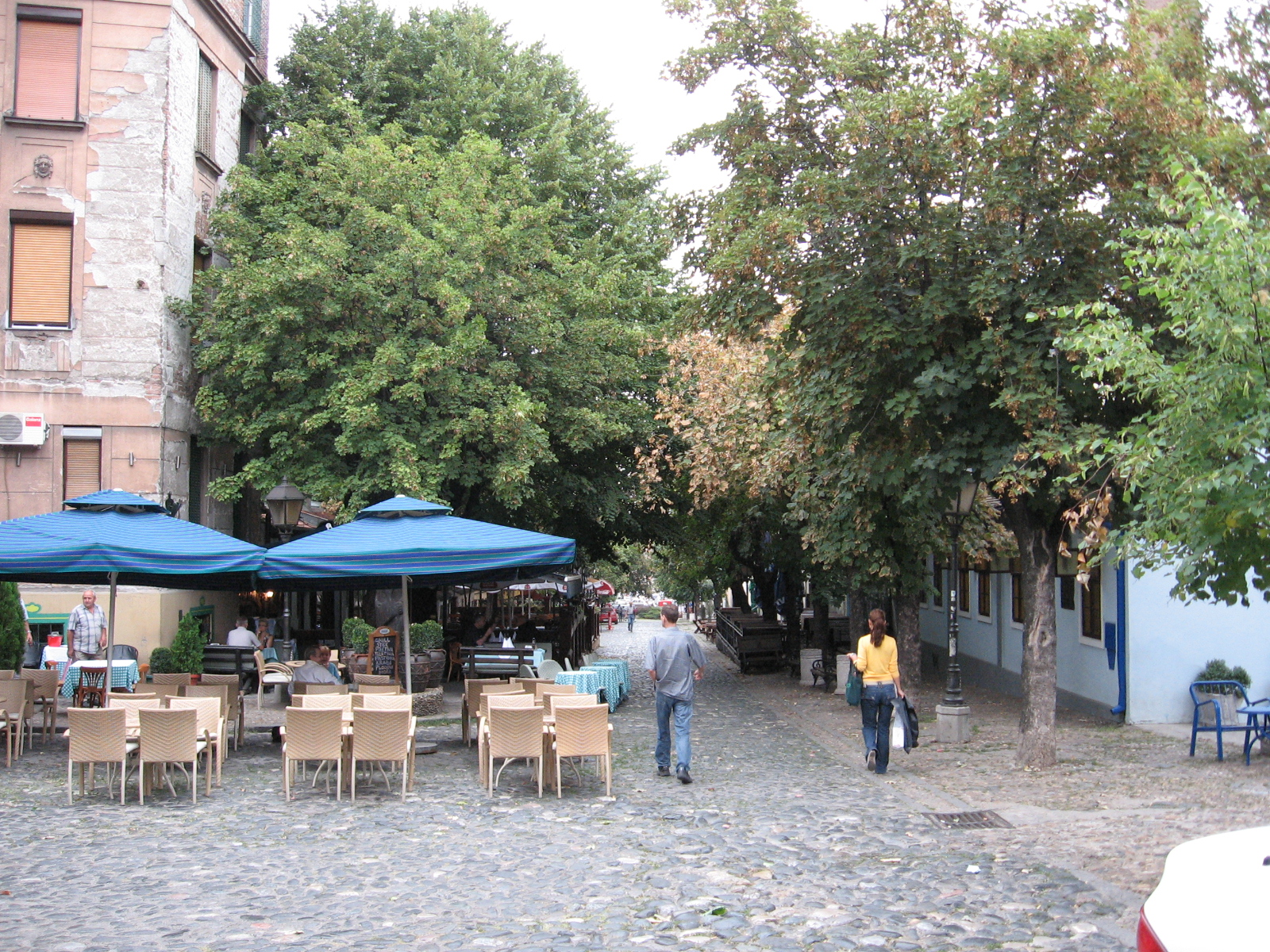
Ristorante "Tri šešira"

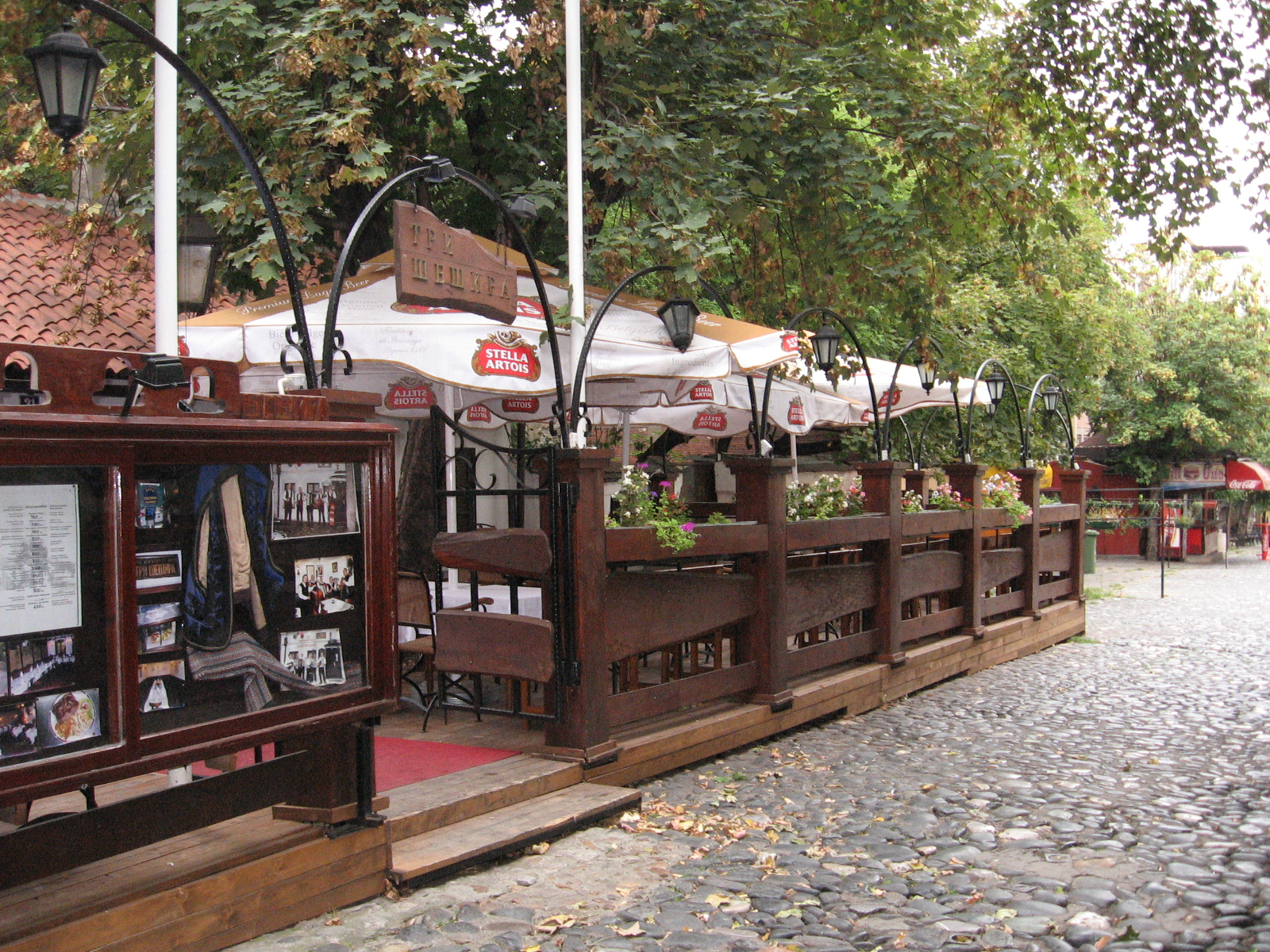
Tavoli all'aperto

Il più famoso ristorante della strada è il "Tri šešira" ("Три шешира", "Tre cappelli"), altri noti locali sono "Ima dana" ("Има дана", "Ci sono i giorni"), "Zlatan bokal" ("Златан бокал", "Caraffa d'oro"), "Dva jelena" ("Два јелена", "Due cervi") e proprio "Skadarlija" chiuso nel 2006. Qui è possibile gustare piatti tipici della cucina serba, bere caffè, birra e liquori nazionali, ma è anche possibile assaggiare ricette più internazionali. Quasi ogni locale, la sera, è animato da musica dal vivo: il repertorio più gettonato è quello relativo alla musica tradizionale.
Un altro luogo importante è la casa dello scrittore e pittore serbo Đura Jakšić (1832 - 1878) che, restaurata nel 1968, è oggi un centro di ritrovo per artisti, e spazio per eventi culturali. I turisti che vogliono alloggiare a Skadarlija trovano l'hotel "Le Petit Piaf" edificato in una delle antiche dimore della strada.